# Wesley Johnson
Wesley JaMarr Johnson (Corsicana, Texas; 11 de julio de 1987), es un jugador de baloncesto estadounidense que actualmente se encuentra sin equipo. Con 2,01 metros de altura, juega en la posición de  alero.

## Trayectoria deportiva

### High School
En el instituto promedió unos números de 16 puntos, 10 rebotes y 4.3 tapones en el instituto de Corsicana. También jugó en los Dallas en la AAU.

### Universidad
En su primer año fue escogido en el equipo de los 12 rookies tras haber promediado 12,3 puntos y 8 rebotes, empezando de titular en 30 de los 31 encuentro que jugó. Al año siguiente (2007-2008) fue escogido en el "Big-12", (mejor equipo de la conferencia), con su destacada actuación de 20 puntos ante los campeones de Kansas. Tras pasarse a Syracuse, fue elegido MVP del partido contra North Carolina tras endosarle 25 puntos.E l 12 de abril de 2010, pasa a ser elegible para el Draft de la NBA.

### Profesional
Fue escogido en 4 posición del Draft de la NBA de 2010 por Minnesota Timberwolves. En julio de 2012 fue traspasado a Phoenix Suns en un acuerdo entre tres equipos, en el que también estuvieron involucrados los New Orleans Hornets.
En julio de 2013 fichó por Los Angeles Lakers por una temporada y por el salario mínimo.
[actualizar]

## Estadísticas de su carrera en la NBA

### Temporada regular
| Año     | Equipo        | PJ  | PT  | MPP  | %TC  | %3P  | %TL  | RPP | APP | ROB | TPP | PPP |
| ------- | ------------- | --- | --- | ---- | ---- | ---- | ---- | --- | --- | --- | --- | --- |
| 2010-11 | Minnesota     | 79  | 63  | 26.2 | .397 | .356 | .696 | 3.0 | 1.9 | .7  | .7  | 9.0 |
| 2011-12 | Minnesota     | 65  | 64  | 22.6 | .398 | .314 | .706 | 2.7 | .9  | .5  | .7  | 6.0 |
| 2012-13 | Phoenix       | 50  | 21  | 19.1 | .407 | .323 | .771 | 2.5 | .7  | .4  | .4  | 8.0 |
| 2013-14 | L.A. Lakers   | 79  | 62  | 28.4 | .425 | .369 | .792 | 4.4 | 1.6 | 1.1 | 1.0 | 9.1 |
| 2014-15 | L.A. Lakers   | 76  | 59  | 29.5 | .414 | .351 | .804 | 4.2 | 1.6 | .8  | .6  | 9.9 |
| 2015-16 | L.A. Clippers | 80  | 9   | 20.8 | .404 | .333 | .652 | 3.1 | .6  | 1.1 | .7  | 6.9 |
| 2016-17 | L.A. Clippers | 68  | 3   | 11.9 | .365 | .246 | .647 | 2.7 | .3  | .4  | .4  | 2.7 |
| 2017-18 | L.A. Clippers | 74  | 40  | 20.1 | .408 | .339 | .741 | 2.9 | .8  | 1.0 | .8  | 5.4 |
| 2018-19 | Washington    | 12  | 0   | 13.1 | .250 | .231 | .700 | 1.5 | .6  | .2  | .4  | 2.8 |
| Total   | Total         | 609 | 334 | 22.1 | .404 | .337 | .741 | 3.2 | 1.1 | .8  | .7  | 7.0 |

### Playoffs
| Año   | Equipo        | PJ | PT | MPP  | %TC  | %3P  | %TL   | RPP | APP | ROB | TPP | PPP |
| ----- | ------------- | -- | -- | ---- | ---- | ---- | ----- | --- | --- | --- | --- | --- |
| 2016  | L.A. Clippers | 6  | 0  | 12.8 | .357 | .333 | 1.000 | 3.0 | .3  | .2  | .7  | 2.7 |
| 2017  | L.A. Clippers | 3  | 0  | 3.6  | .000 | .000 | .500  | .7  | .0  | .3  | .0  | .3  |
| Total | Total         | 9  | 0  | 9.7  | .357 | .333 | .800  | 2.2 | .2  | .2  | .4  | 1.9 |